# Gustav Heyermann
Gustav Heyermann (1834-1911), également connu au Chili sous le nom de Gustavo Heyermann, était un ingénieur chilien d’origine prussienne.

## Biographie
Gustav Heyermann est né en 1834 à Essen, Rhénanie-du-Nord-Westphalie, Allemagne. Il est le fils d’Arnold Heyermann et de Wilhelmine Franke. Il a fait ses études d’ingénieur dans cette ville.
À 26 ans, il a émigré au Chili. Dans les trois mois suivant son arrivée dans le pays, il s’est marié avec Rosario Salas Salas. Il a commencé à travailler à la fonderie des frères Luis et Carlos Klein. Le 2 juin 1872, son épouse Maria del Rosario décède. Peu de temps après, lors d’un voyage de retour en Europe, Gustav épouse une Allemande appelée Sofia Weyss et la ramène au Chili. De retour au Chili en 1890, il devient membre de la Société de Fomento Fabril (SOFOFA). Il est également professeur de gestion des moteurs et écrit deux livres : Gestion des moteurs et en 1896 Compilation de différents travaux de mécanique. Il participe activement à la fondation du Collège allemand de Santiago. Après avoir donné à Gustav trois fils, Ema, Gustavo et Enrique, Sofia meurt en 1894.
Gustav Heyermann est décédé le 18 juillet 1911 à Valdivia, province de Valdivia, Chili. Il est enterré dans une niche du Patio des Dissidents du Cimetière Général de Santiago.

## Le sous-marinInvisible
Durant la guerre hispano-sud-américaine, Gustav Heyermann a conçu un sous-marin pour contrer la supériorité de l’escadre espagnole, et être en mesure de s’en approcher furtivement afin de pouvoir l’attaquer par surprise. Il mesurait 30 pieds (9,14 m) de long et 5,5 pieds (1,67 m) de diamètre. Il se déplaçait grâce à six rames en forme de nageoires, trois de chaque côté, actionnées par la force humaine. Pour plonger et refaire surface, il possédait des ballasts qui pouvaient être remplis et vidés à volonté. Comme dispositif de sécurité, il possédait une quille composée de sections pesant une demi-tonne chacune, pouvant être larguées séparément pour augmenter la flottabilité. Il avait aussi un ballast supplémentaire qui pouvait se déplacer à l’intérieur du sous-marin. Pour le renouvellement de l’air, il disposait d’un tube extensible. L’armement se composait de 2 torpilles, soit 2 barils chargés de poudre noire, qui étaient attachés avec des chaînes jusqu’au moment de les fixer au navire ennemi. Ils explosaient grâce à un mécanisme d’horlogerie.
Ce sous-marin, que Gustav Heyermann avait baptisé L’« Invisible », a été construit entre octobre et décembre 1865, et il a été transporté à Valparaíso en janvier 1866. Comme les Espagnols poursuivaient alors le blocus de Valparaiso, on ne pouvait pas faire de tests dans la baie. Les Chiliens ont alors décidé de l’emmener en charrette jusqu’à Quintero, mais l’opération était impossible à réaliser. Les Espagnols ont bombardé Valparaiso, puis se sont retirés. 
L’essai du sous-marin a été effectué le 20 avril 1866. Il y avait du vent et la mer était un peu agitée. Le sous-marin a été remorqué par un bateau, puis la remorque a été larguée. Il a commencé à faire un tour autour de la digue qui avait été délimitée pour l’essai, et a lentement commencé à plonger, mais quelque chose d’inattendu s’est produit. L’arrière du sous-marin a commencé à s’élever au-dessus de l’eau, tandis que l’avant a commencé à piquer du nez. On a pensé que le sous-marin allait couler, mais il s’est lentement stabilisé. Le sous-marin a atteint 35 pieds (10,67 m) sous la surface, laissant entrer beaucoup d’eau par les hublots. C’est pourquoi les membres d’équipage ont décidé d’émerger, mais deux ballasts se sont avérés défaillants. Un troisième, qui se trouvait au centre du sous-marin, a commencé à fonctionner et la lente remontée vers la surface a commencé. Après le succès de l’essai de plongée, le sous-marin a été remorqué jusqu’à la rive afin qu’on puisse réparer les avaries que l’équipage avait rencontrés. La même nuit, l'Invisible a coulé. Les raisons du naufrage n’ont jamais été connues, et on spéculé que ce pourrait être la conséquence d’un sabotage, ou l’afflux des curieux dans le sous-marin, etc. 
Heyerman a ensuite créé d’autres inventions telles qu’un régulateur d’eau pour turbines, une presse à herbe, un appareil pour sécher les fruits et d’autres appareils.